# Roberto Regazzi
Roberto Regazzi (ur. 20 sierpnia 1956 w Bolonii) – włoski lutnik, poeta i pacyfista.

## Dalsza lektura
- William Bignami: Otello Bignami Violinmaker in Bologna. Turris, 1998. ISBN 88-7929-160-2. Brak numerów stron w książce
- Linda Johnston: The Magic of Wood. Dynamic, 2005. ISBN 88-85250-07-6. Brak numerów stron w książce
- The situation of violin making in Bologna in the 18th century. East Devon College, 1989. ISBN 1-85522-062-8. Brak numerów stron w książce
- Roberto Regazzi: The Complete Luthier’s Library. Florenus, 1990. ISBN 88-85250-01-7. Brak numerów stron w książce
- Silvia Montevecchi: Realizzare i sogni. Storie di donne e uomini felici. Unicopli, 2002. ISBN 88-400-0771-7. Brak numerów stron w książce